# Polinago
Polinago is een gemeente in de Italiaanse provincie Modena (regio Emilia-Romagna) en telt 1862 inwoners (31-12-2004). De oppervlakte bedraagt 53,8 km², de bevolkingsdichtheid is 35 inwoners per km².
De volgende frazioni maken deel uit van de gemeente: Gombola, Brandola, Talbignano, S. Martino, Cassano.

## Demografie
Polinago telt ongeveer 872 huishoudens. Het aantal inwoners daalde in de periode 1991-2001 met 1,2% volgens cijfers uit de tienjaarlijkse volkstellingen van ISTAT.
| Jaar | Inwoneraantal |
| ---- | ------------- |
| 1991 | 1889          |
| 2001 | 1867          |

## Geografie
De gemeente ligt op ongeveer 810 m boven zeeniveau.
Polinago grenst aan de volgende gemeenten: Lama Mocogno, Palagano, Pavullo nel Frignano, Prignano sulla Secchia, Serramazzoni.